# Кірк Стівенс
Кі́рк Сті́венс (англ. Kirk Stevens нар. 17 серпня 1958) — канадський професіональний гравець в снукер.

## Рання кар'єра
Кірк почав грати в снукер в 10 років, а свій перший сенчурі-брейк зробив у 12. У 15 років він грав багато матчів на гроші, а його дорослі опоненти тільки дивувалися його грі. Нарешті, у 1978 році Кірк потрапляє на чемпіонат світу серед аматорів, де доходить до 1/2 фіналу. Завдяки цьому досягненню він і став професіоналом.

## Кар'єра
Кірк Стівенс став професіоналом у 1978 рік, та вже у 1980 році вразив усіх, вийшовши до півфіналу  ЧС, при тому, що йому довелося грати кваліфікацію. Раніше, у 1979-му, Кірк також «помстився» Торбурну за поразку в аматорському матчі 9-річної  давнини, вигравши у нього вже на професійному турнірі  Canadian Professional .
Кірк швидко просувався вгору по рейтингу і вже до сезону 1984/85, завдяки багатьом чверть-і півфіналам, став 4-м. Можливо, в сезоні 1984/85 канадець вийшов на свій пік форми: тоді він знову досяг півфіналу першості світу, поступившись Джиммі Вайту, і вийшов в таку ж стадію турніру  Мастерс, де в матчі проти того ж Вайта зробив максимальний брейк.
У 1982 році він у складі збірної Канади завойовує Кубок світу, а ще двома роками раніше він і його партнери по збірній грали у фіналі. Також Кірк ще 2 рази перемагав на Canadian Professional (у 1981 і 1983 роках).
Свій єдиний рейтинговий фінал канадець зіграв у 1985 році на British Open. У фіналі він програв південноафриканцю Сільвіньо Франсіско, але після матчу Сільвіньо звинуватив його у вживанні наркотичних речовин. Сам Франсіско за такий вислів був крупно оштрафований, проте через деякий час Кірк зізнався, що вживав кокаїн. Він поїхав до Канади на курси лікування, а коли на наступний сезон повернувся, то досяг кількох чвертьфіналів. Але тепер перемоги йому давалися важко, і поступово, до кінця сезону 1986/87, Кірк вибув з Топ-16. Ще через сезон канадець покинув і Топ-32.
Стівенс продовжував грати в мейн-турі до сезону 1992/93, але за цей час він знизився в рейтингу до 50-х — 60-х місць і незабаром вирішив припинити виступи у ролі професіонала і виїхати в Канаду. В кінці 90-х Кірк все ж, завдяки чималим зусиллям, повернувся до мейн-туру, але не зумів захистити своє місце на наступний сезон і вибув знову.
До сезону 2000/01 канадець мав відмінну можливість у черговий раз повернутися до мейн-туру, проте, в матчі за заповітну путівку програв своєму співвітчизникові -  Бобу Шаперону.
Зараз всі проблеми зі здоров'ям Стівенса вже пройшли, але його найкращі роки також пройшли, і навряд чи він коли-небудь повернеться у мейн-тур.

## Досягнення в кар'єрі
- Чемпіонат світу півфіналіст - 1980, 1984
- British Open фіналіст - 1985
- Кубок світу переможець (у складі збірної Канади) - 1982
- Canadian Professional чемпіон - 1979, 1981, 1983 [1]